# Lewis A. Swift
Lewis A. Swift (29 de fevereiro de 1820 — Clarkson, Nova Iorque, 5 de janeiro de 1913) foi um astrônomo estadunidense.
Foi descobridor e co-descobridor de vários cometas, incluindo os cometas periódicos 11P/Tempel-Swift-LINEAR, 64P/Swift-Gehrels e 109P/Swift-Tuttle (parte do meteoro Perseidas). Descobriu também os cometas C/1877 G2, C/1878 N1, C/1879 M1, C/1881 J1, C/1881 W1, C/1892 E1, D/1895, C/1896 G1 e C/1899 E1, e co-descobriu C/1883 D1 (Brooks-Swift). O cometa 54P/de Vico-Swift-NEAT, por sua vez, foi descoberto por seu filho, Edward D. Swift.
Swift descobriu seu último cometa com 79 anos de idade. Foi também uma das poucas pessoas que conseguiu ver o cometa Halley em duas aparições.
Em 1878 acreditou ter descoberto dois planetas dentro da órbita de Mercúrio, mas havia se confundido.
Swift tinha como patrão Hulbert Harrington Warner, um homem de negócios, que financiou a construção de um observatório para ele. Warner faliu em 1893, o que levou a suspensão de sua ajuda financeira as pesquisas de Swift.
Após a falência de Warner Swift resolveu se mudar para a Califórnia e lá acabou se tornando diretor do Observatório de Lowe.
Swift casou-se em duas oportunidades. Primeiro, com Lucretia Hunt, em 1850. Depois, se casou com Carrie D. Topping, em 1864. Desse casamento nasceu seu filho Edward.
O asteroide 5035 Swift foi batizado em homenagem a Lewis Swift que, em 1897, foi premiado com a Medalha Jackson-Gwilt da Royal Astronomical Society.